# Hermance Lesguillon
Pour les articles homonymes, voir Lesguillon.
Hermance Sandrin, puis Hermance Lesguillon, dite " Madame Hermance ", née Jeanne Michelle Armande Sandrin le 7 juillet 1812 à Paris et morte dans le 6e arrondissement de Paris le 29 septembre 1882, est une romancière et poétesse française.
Épouse de Pierre-Jean  Lesguillon, elle a, comme son mari, produit des vers et de nombreux romans.
Elle légua, en mourant, la quasi-totalité de sa fortune à la Société des gens de lettres.
Le couple est inhumé au cimetière du Père-Lachaise (49e division).

## Œuvres
- Les Adieux, 1875
- Les Anges de Noël, 1851
- Aux Grecs d’aujourd’hui, 1863
- Le Ballon géant, couronné par l’Académie de Dunkerque, 1865
- L’Arbre de la liberté (contenu dans : Biographie du citoyen Garnier-Pagès, par E. M…)
- Contes du cœur, 1855
- La Laide (contenu dans : Le Conteur)
- Les Crèches des petits enfants, 1877
- Les Deux Destinées., 1863
- Les Deux Maintenon, 1846
- Les Deux Napoléon, 1849
- La Vierge de Van Dyck (contenu dans : L’écho des feuilletons)
- La Première Communion (contenu dans : Émotions)
- L’Esprit qui cherche un corps, 1866
- La Femme d’aujourd’hui, poésies, saynètes en vers et en prose, théâtre, 1880
- Les Femmes dans cent ans, 1859
- La France à Lamartine, 1848
- L’Homme, réponse à M. Alexandre Dumas fils, 1872
- Les Mauvais jours, 1846
- Le Midi de l’âme, 1842
- Le Neveu de l’abbé de Saint-Pierre, 1851
- Le Prêtre au XIXe siècle, 1845
- Le Prisonnier d’Allemagne, scène à trois personnages, 1871
- Rayons d’amour, 1840
- Rêveuse, 1833
- Bleu et Blanche (contenu dans : Revue des feuilletons)
- Rosane, 1843
- Rosées, 1836
- Les Sept vertus, ou Science du bonheur
- Un tableau du martyre de saint Laurent, par Théaulon, l’auteur dramatique., 1867
- Théâtre moral à l’usage des jeunes personnes, 1836
- La Tirelire de l’écolier, 1861
- Les Vraies perles, 1875

## Sources
- Gustave Vapereau, Dictionnaire universel des littératures, Paris, Hachette, 1860, p. 1238.
- Dates et lieux : État Civil Paris et Gallica